# Ius civile
Ius civile al dret Romà, era el conjunt de regles que van regular les relacions entre tots els ciutadans romans, que van ser coneguts a l'antiga Roma com a quirites, per la qual cosa l'Ius Civile és conegut també com a Dret Quiritari o Dret dels Quirites.
Tots els pobles que es regeixen per les lleis i costums, usen en part el seu dret propi, i parcialment el dret comú a tots els homes, perquè el dret que cada poble estableix per a si, aquest és seu propi, i s'anomena dret civil, propi de la ciutat per dir-ho així...